# Заря (газета, Адыгея)
Заря — общественно-политическая газета Шовгеновского района Республики Адыгея.

## Предыстория
Колхоз гъогу («Колхозный путь») — первая газета Шовгеновского района, орган райкома ВКП(б) и райисполкома. Её название и подзаголовок печатались на адыгейском (латинская графическая основа) и русском языках. Выходила в 1935—1938 годах на четырёх полосах, в том же формате А3, что и «Заря». Место издания — аулы Мамхег и Хакуринохабль (Шовгеновский). Редакторами «Колхозного пути» были Б. Гунажоков, М. Петуваш, Ш. Джанчатов, А. Хагундоков, М. Бляшев, Г. Каде.
С апреля 1938 года шовгеновская «районка» стала выходить под другим названием — «Колхозная жизнь». Газета была четырёхполосная, формата А3, печаталась на русском языке. Редакторами «Колхозной жизни» были К. Цеев, Ф. Слюсарь, Е. Шипулин, К. Ионов, Р. Напсо. Место издания — аул Хакуринохабль. В связи с ликвидацией районных газет выпуск «Колхозной жизни» был прекращен в 1959 году. И так было до конца 1966 года, когда вновь стали издаваться районные газеты. Экземпляры обеих предшественниц нынешней «Зари» — «Колхозного пути» и «Колхозной жизни» — хранятся в Российской государственной библиотеке (г. Москва). Был небольшой отрезок времени (1942 год), когда газета Шовгеновского района (4-полосная, формата А3, на русском языке, без определённой периодичности) выходила под другим названием — «Ленинец». Впоследствии она снова была переименована в «Колхозную жизнь».

## Образование газеты

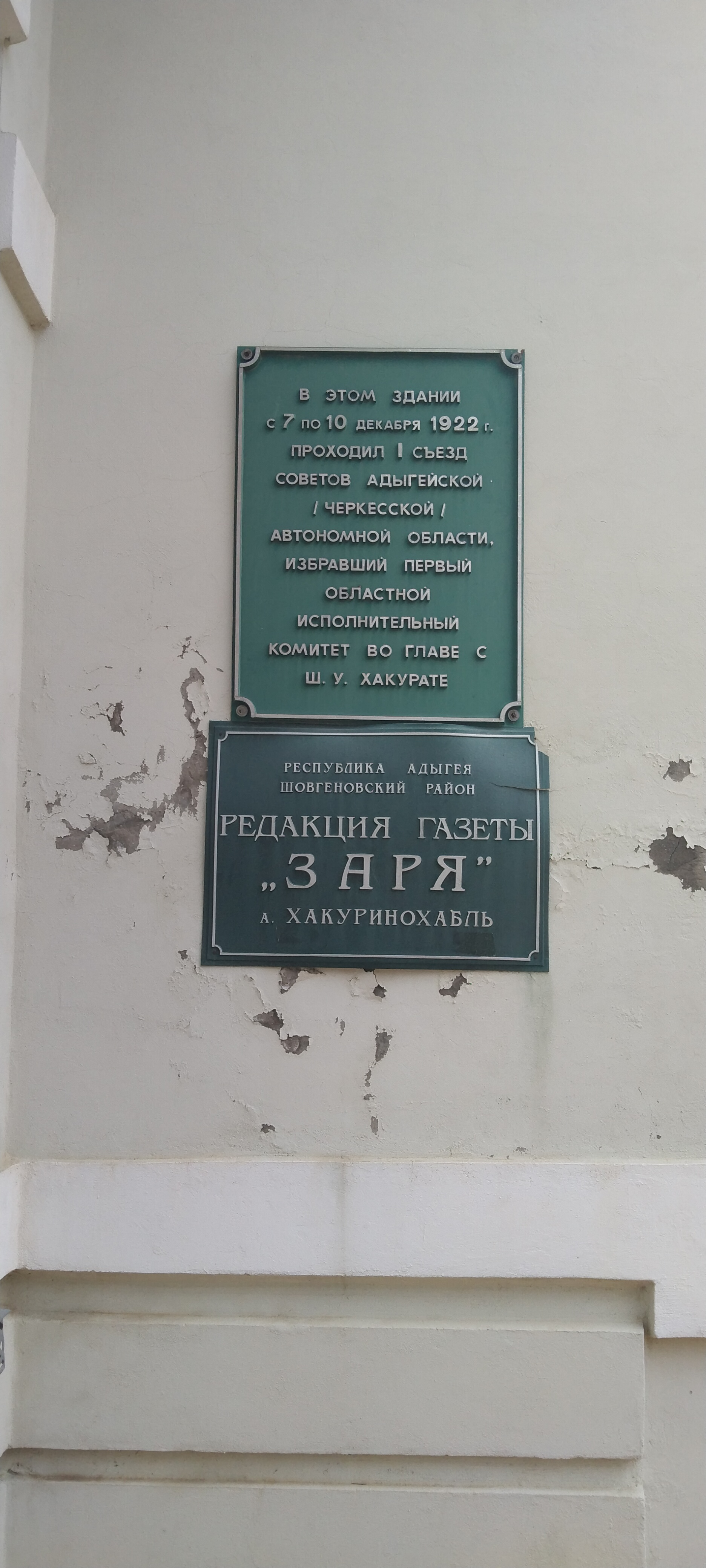
Табличка на здании редакции газеты Заря

В ноябре 1966 года вышел первый номер «Зари» — продолжательницы дела «Колхозного пути», «Колхозной жизни» и «Ленинца» Её первым редактором стал Х. Тлевцежев, ветеран печати, заслуженный журналист Республики Адыгея. Дальше его дело продолжили Т. Тхайшаов, С. Коблев, А. Киков. На 2021 год газету редактирует Жана Ашхамахова. 
Редакция газеты находится в здании, где проходил с 7 по 10 декабря 1922 года 1 съезд советов адыгейской (Черкесской) автономной области.